# Церква святого архістратига Михаїла (Тростянець)
Церква святого архістратига Михаїла в Тростянці — парафія і храм греко-католицької громади Бережанського деканату Тернопільсько-Зборівської архієпархії Української греко-католицької церкви в селі Тростянець Тернопільського району Тернопільської области. Пам'ятка архітектури місцевого значення.

## Історія церкви
Парафія офіційно зареєстрована 22 жовтня 1991 року. Храм збудували в 1859 році на пожертви місцевих жителів.
До березня 1946 року храм належав до УГКЦ, а з 1991 року знову повернувся в її лоно.
Під час канонічної візитації 29 травня 1902 року Львівський митрополит Андрей Шептицький повторно освятив церкву. У вересні 2003 року парафію відвідав владика Василій Семенюк.
При парафії діють спільнота «Матері в молитві», братство «Апостольство молитви» та Вівтарна дружина. На її території є хрест на честь скасування панщини, хрести на роздоріжжях та дві каплички.
У власності парафії перебувають парафіяльний будинок та господарське приміщення.

## Парохи
- о. Іоан Крайковський (1832—1833),
- о. Іоан Громницький (1836—1841),
- о. Василь Фортуна (1841—1842),
- о. Іван Статкевич (1842—1843),
- о. Антін Лотоцький (1843—1884),
- о. Анастасій Лотоцький (1884—1916),
- о. Йосиф Заторський (1917—1919),
- о. Микола Служинський (1926—1928),
- о. Григорій Кубай (1928—1944),
- о. Орест Колужняцький (1944—1946),
- о. Володимир Маруда (1990—1994),
- о. Василь Яремко (1994—1995),
- о. Роман Маслій (1995—1997),
- о. Ярослав Чайковський (з 1997).